# Vangelija Račkovska
Vangelija Račkovska (Plovdiv, 19 luglio 1997) è una pallavolista bulgara, schiacciatrice del TED Ankara.

## Carriera

### Club
La carriera di Vangelija Račkovska inizia nella stagione 2015-16 quando esordisce nella Superliga bulgara grazie all'ingaggio da parte del Marica, con cui si aggiudica il campionato; per la stagione 2016-17 veste la maglia del Rakovski, mentre in quella successiva si accasa al Levski Sofia, sempre in Superliga, a cui resta legata per tre annate.
Nella stagione 2020-21 si trasferisce all'Újpest, nella Nemzeti Bajnokság I ungherese, per poi accordarsi, per il campionato 2021-22, con le polacche del Joker Świecie, in Liga Siatkówki Kobiet.
Nell'annata 2022-23 firma per l'Adolfo Consolini, nella Serie A2 italiana mentre in quella successiva è in Turchia, difendendo i colori del TED Ankara, in Voleybol 1. Ligi.

### Nazionale
Nel 2014 viene convocata nella selezione bulgara under 19, nel 2015 in quella under 20 e nel 2017 in quella under 23, con cui si aggiudica il bronzo al campionato mondiale di categoria.
Nel 2019 ottiene le prime convocazioni nella nazionale maggiore.

## Palmarès

### Club
- Campionato bulgaro: 1

2015-16

### Nazionale (competizioni minori)
- Campionato mondiale under 23 2017